# Norman Proft
Norman Proft dit Norm Proft, né en 1966 à North Vancouver en Colombie britannique, est un patineur artistique canadien.

## Biographie

### Carrière sportive
Norman Proft passe du hockey sur glace au patinage artistique à l'âge de onze ans. Entraîné par Cynthia Ullmark, il est appelé à participer aux championnats juniors du Canada en 1987, qu'il remporte.
Il représente son pays à plusieurs compétitions internationales dont un Skate Canada, un trophée de France et une coupe d'Allemagne. Il n'a jamais participer ni aux championnats du monde ni aux Jeux olympiques d'hiver.
Il arrête les compétitions sportives après les championnats nationaux de 1991.

### Reconversion
Norman Proft continue à patiner dans des spectacles. Il travaille actuellement pour Patinage Canada en tant que directeur des services des compétitions.

## Palmarès
| Compétitions principales | 1988    | 1989    | 1990    | 1991    |  |  |  |  |  |  |  |  |  |  |
| Jeux olympiques d'hiver  |         |         |         |         |  |  |  |  |  |  |  |  |  |  |
| Championnats du monde    |         |         |         |         |  |  |  |  |  |  |  |  |  |  |
| Championnats du Canada   | 11e     | 4e      | 4e      | 7e      |  |  |  |  |  |  |  |  |  |  |
|                          |         |         |         |         |  |  |  |  |  |  |  |  |  |  |
| Autres Compétitions      | 1987/88 | 1988/89 | 1989/90 | 1990/91 |  |  |  |  |  |  |  |  |  |  |
| Skate Canada             |         |         |         | 4e      |  |  |  |  |  |  |  |  |  |  |
| Coupe d'Allemagne        | 6e      |         |         |         |  |  |  |  |  |  |  |  |  |  |
| Trophée de France        |         |         | 3e      |         |  |  |  |  |  |  |  |  |  |  |
|                          |         |         |         |         |  |  |  |  |  |  |  |  |  |  |